# Sunparks

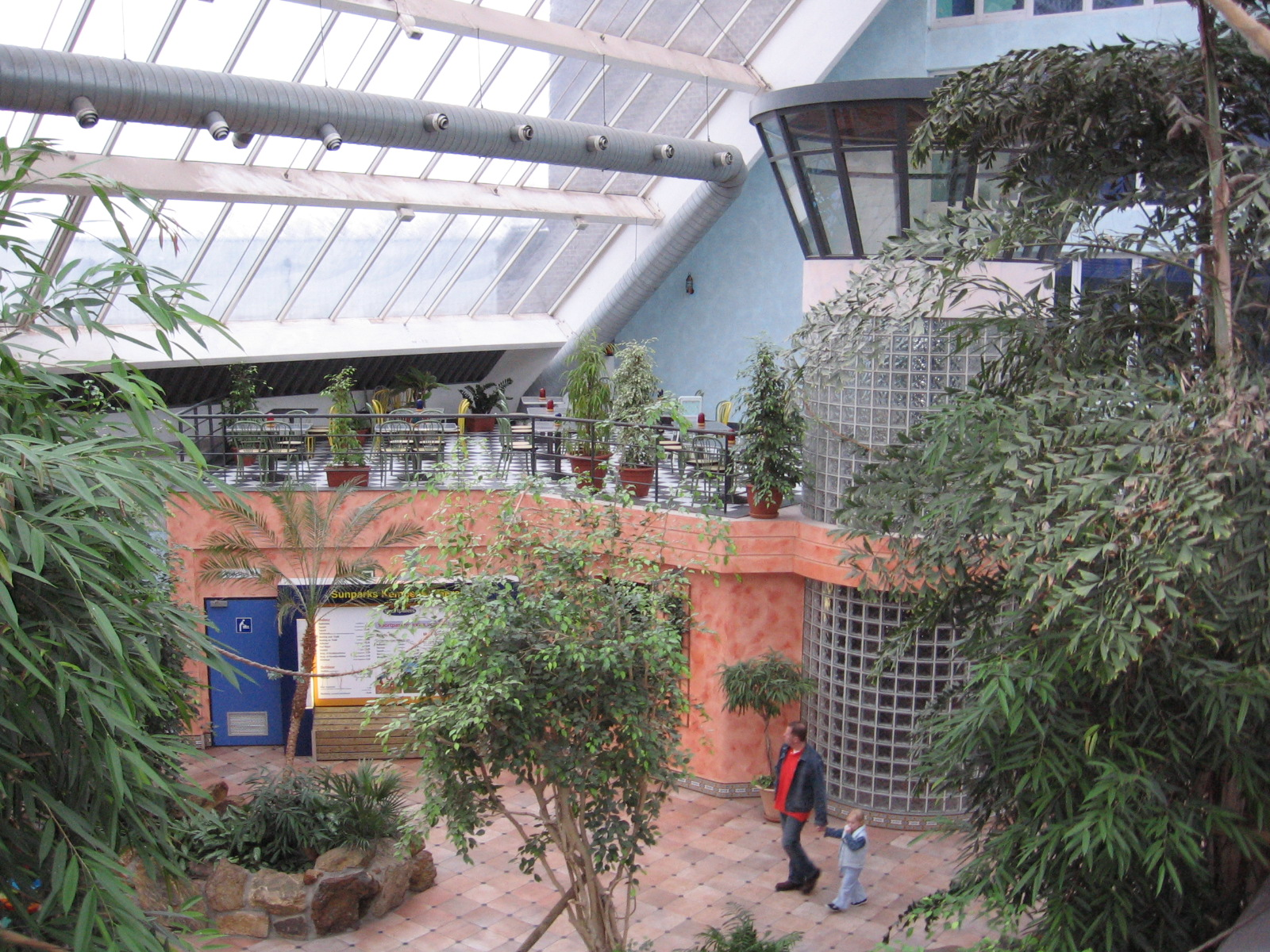
Het hart van het park, de village op Kempense Meren

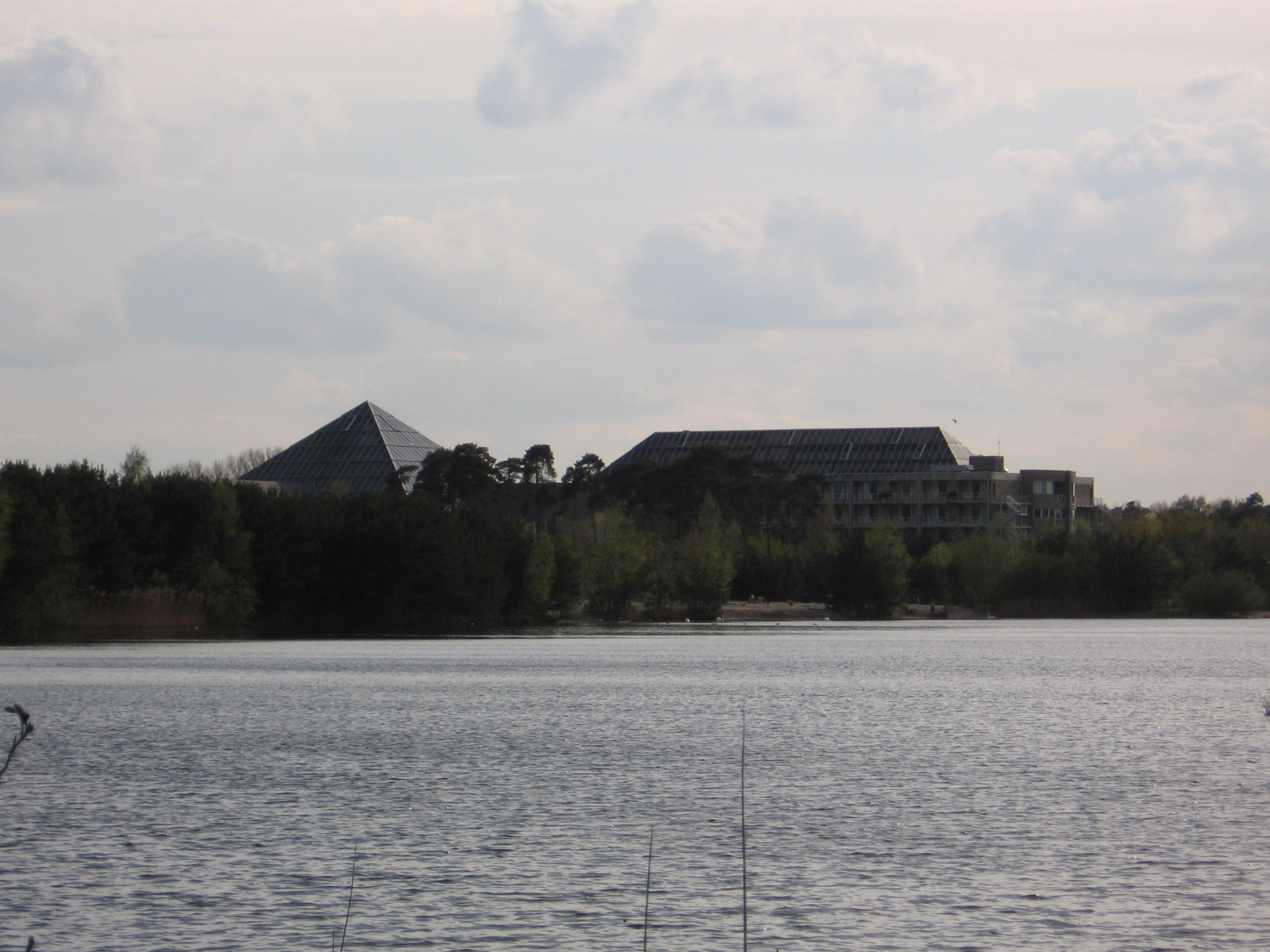
Centrale Faciliteiten (Village) vanaf de andere kant van het Rauwse Meer.

Sunparks is een merknaam voor vakantieparken van het Nederlandse bedrijf Center Parcs Europe, die in het beheer is van de Franse organisatie Pierre & Vacances Center Parcs Group, en maakt deel uit van een "tweemerkenstrategie". Sunparks bestaat uit twee parken, beide in België: één aan de kust, en één in de Kempen.

## Historie

### Ontstaan
De groep werd gevormd in 1981, toen Sunclub Groendijk werd geopend door Sun International. In 1987 kreeg men het idee om met Sunparks De Haan een tweede park te bouwen in De Haan, dat door een overdekt parkcentrum beter geschikt was voor alle weersomstandigheden, een idee grotendeels gebaseerd op de stappen van de pionier Center Parcs. In 1992 volgde een park in de Ardennen, Sunparks Vielsalm, in 1994 respectievelijk Sunparks Rauwse Meren, tegenwoordig bekend als Sunparks Kempense Meren (gelegen in het Antwerpse Mol). 
De bedoeling was de groep uit te laten groeien tot tien parken, echter is men door de financiële moeilijkheden niet verder gekomen dan vier. In 1997 werd Sun International verkocht, Sunparks werd uit de deal gehouden omdat het toen te verlieslatend geacht werd en dus onverkoopbaar. De vakantieparken zijn toen overgenomen door Mark Vanmoerkerke, de zoon van de voormalige directeur. Die transformeerde Sunparks van zwaar verlieslatend naar een relatief gezond bedrijf met een omzet van 40 miljoen euro. In 2006 ging Sunparks in onderhandeling met de Roompot (RP Holidays) over een overname van de parken, maar de onderhandelingen liepen vast en is de complete groep met vier parken overgenomen door het Franse Pierre & Vacances, al eerder eigenaar van Gran Dorado, en geplaatst onder het management van Center Parcs Europe.

### Tweemerkenstrategie
De Center Parcs Europe Group maakte op 13 november 2008 bekend vanaf 2009 een tweemerkenstrategie te hanteren: Center Parcs en Sunparks. Center Parcs moest het merk voor het topsegment (vijf sterren) worden en het merk Sunparks zou worden gebruikt om het middensegment (drie en vier sterren) te bedienen. Hierdoor zijn op 29 januari 2009 enkele parken die voorheen de naam Center Parcs droegen, overgegaan naar Sunparks. Park Loohorst werd Sunparks Limburgse Peel, Park Heilbachsee werd Sunparks Eifel, Park Zandvoort werd Sunparks Zandvoort aan zee en Butjadinger Küste werd Sunparks Nordseeküste.
In 2011 is men echter teruggekomen op deze beslissing en zijn al deze nieuwe Sunparks-parken terug naar Center Parcs gegaan. Ook Sunparks De Haan werd onder de Center Parcsvlag geplaatst, ondanks dat het voorheen nooit een Center Parcs geweest is. Sunparks Sandur in Drenthe, een park dat per 3 januari 2011 bij Sunparks zou gaan horen, werd meteen ingedeeld bij Center Parcs als Center Parcs Sandur (sinds 2012 Center Parcs Parc Sandur). Er bleven toen dus amper drie Sunparks-parken over en allen in België gelegen. Als reden werd gegeven dat uit onderzoek bleek dat de merknaam Sunparks niet gekend en wervend genoeg was, behalve in België.
Op 4 januari 2013 veranderde Center Parcs De Haan opnieuw in Sunparks De Haan aan zee. Volgens het persbericht zou de merknaam 'Center Parcs' voor een verkeerd verwachtingspatroon zorgen en bleven de gasten het park sowieso 'Sunparks' noemen. Sindsdien waren er dus opnieuw vier Sunparks-parken, de originele en dezelfde die in 2007 overgenomen zijn door Pierre & Vacances.

### Park in Duitsland
Al toen de Pierre & Vacances Sunparks overnam, waren er plannen voor een nieuw Duits park met de naam Park Bostalsee onder de vlag van Sunparks. Toen echter in 2011 besloten werd voorlopig alleen in België de naam Sunparks te behouden, moest ook Park Bostalsee onder de vlag van Center Parcs komen te staan. Doordat de complete bouwtekeningen al gemaakt waren en de bouw bijna op de start was, was het park bij de start kleiner dan de overige Center Parcs-parken en had het ook minder faciliteiten. Daarom heeft Park Bostalsee vier birdies (klassement binnen Center Parcs) als classificatie, al wordt daarmee wel afgeweken van de afspraak alleen nog maar Center Parcs met vijf birdies te gaan bouwen.

### Vanaf 2017
Op 22 december 2017 werd het voormalige Sunparks park "Vielsalm" heropend als Center Parcs Les Ardennes. Met de opening van Center Parcs Park De Haan op 1 mei 2020, bleven er nog twee parken over onder de naam Sunparks.

## Vakantieparken

### Huidige parken
| Land   | Park                           | Plaats        | Regio           | Geopend in | Toegevoegd in | Voorheen                                    |
| ------ | ------------------------------ | ------------- | --------------- | ---------- | ------------- | ------------------------------------------- |
| België | Sunparks Oostduinkerke aan Zee | Oostduinkerke | West-Vlaanderen | 1981       | 1981          | Sunclub Groenendijk, Sunparks Oostduinkerke |
| België | Sunparks Kempense Meren        | Mol (Rauw)    | Antwerpen       | 1994       | 1994          | Sunparks Rauwse Meren                       |

#### Kempense Meren

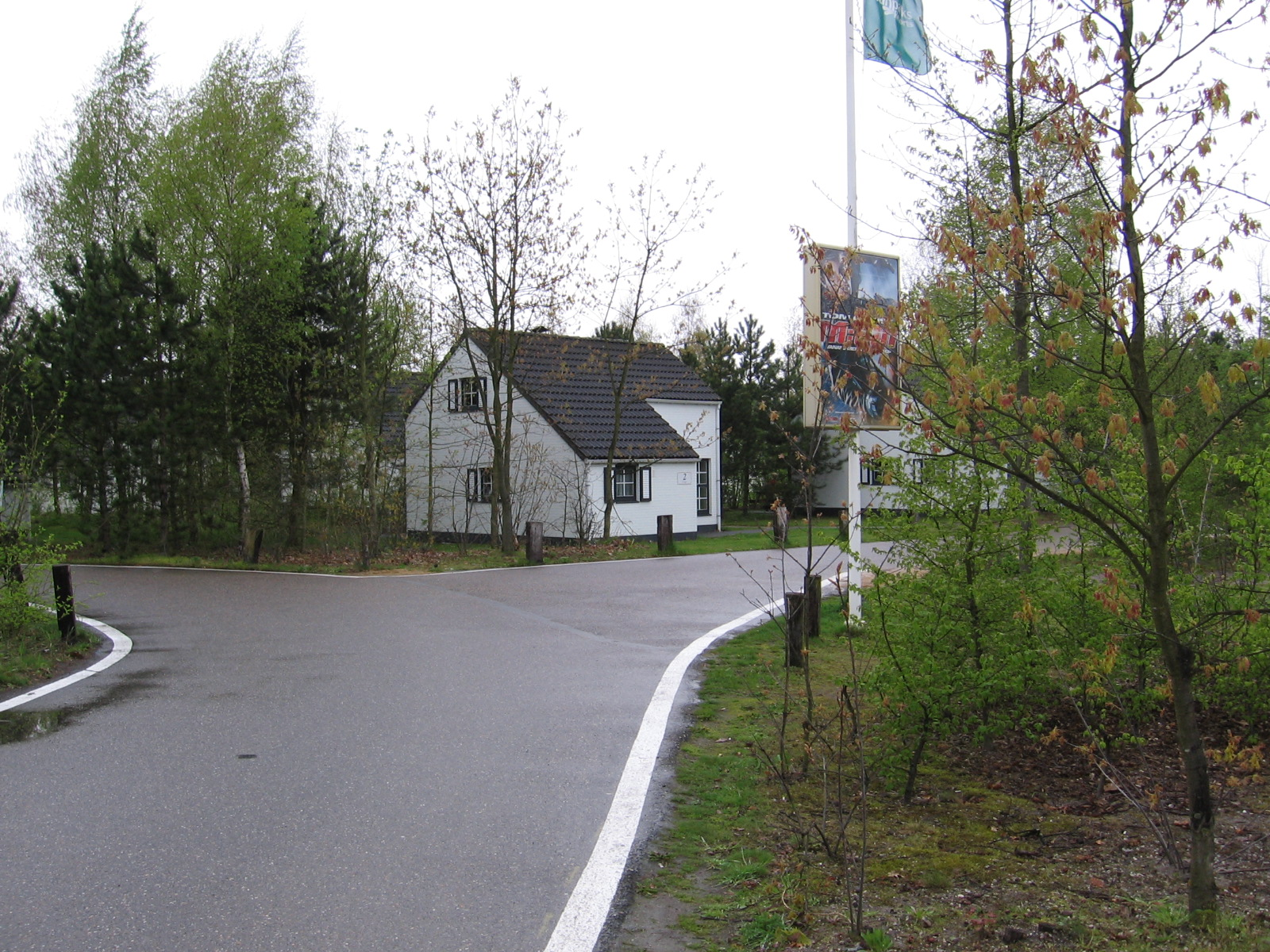
Cottage aan de rotonde, na de receptie.

Dit park te Mol (België) werd in 1994 geopend onder de naam "Rauwse Meren" en kreeg in 1997/1998 een naamswijziging naar "Kempense Meren". Kempense Meren is gelegen aan het grootste binnenmeer van Vlaanderen en is het grootste park van de Sunparks groep.
Het park kent 649 vakantiebungalows en 50 hotelkamers die eigendom zijn van een investeringsmaatschappij en worden verhuurd aan particulieren en bedrijven. Het park is gesitueerd aan het Rauwse Meer, dat een oppervlakte van ca. 180 hectare heeft. Het is ontstaan door zandwinning en is daarom op sommige plekken erg diep, daarom mag men in het meer niet zwemmen. Het meer is deels omringd door een beschermd natuurgebied dat niet mag worden betreden.

#### Oostduinkerke aan zee
Dit park te Oostduinkerke (België) is in 1981 geopend onder de naam "Sunclub Groendijk". Het is daarmee het oudste park. In 1991 kreeg het park een metamorfose naar de Sunparks formule en in 1996 kreeg het park zijn huidige naam "Oostduinkerke". Het ligt in de polders tussen Oostduinkerke Dorp en Nieuwpoort, zo'n anderhalve kilometer van de kust en het strand.

### Voormalige parken

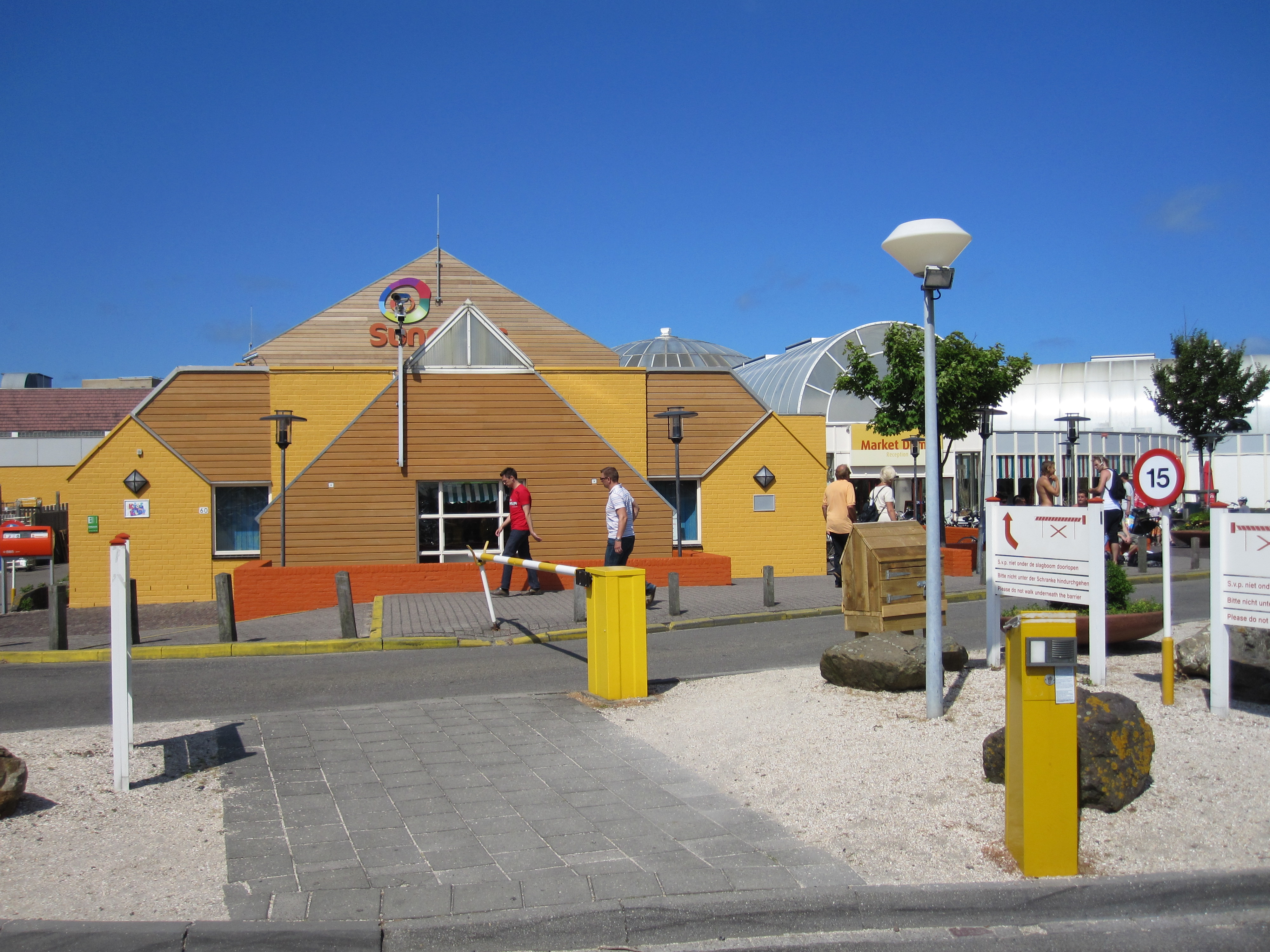
Zandvoort aan zee onder de Sunparks-vlag

| Land      | Park                       | Plaats      | Regio           | Geopend in | Gesloten in | Huidige eigenaar |
| --------- | -------------------------- | ----------- | --------------- | ---------- | ----------- | ---------------- |
| België    | Sunparks Ardennen          | Vielsalm    | Luxemburg       | 1992       | 2017        | Center Parcs     |
| België    | Sunparks De Haan aan Zee   | De Haan     | West-Vlaanderen | 1989, 2013 | 2011, 2020  | Center Parcs     |
| Duitsland | Sunparks Eifel             | Gunderath   | Rijnland-Palts  | 2009       | 2011        | Center Parcs     |
| Nederland | Sunparks Limburgse Peel    | America     | Limburg         | 2009       | 2011        | Center Parcs     |
| Duitsland | Sunparks Nordseeküste      | Butjadingen | Nedersaksen     | 2009       | 2011        | Center Parcs     |
| Nederland | Sunparks Zandvoort aan zee | Zandvoort   | Noord-Holland   | 2009       | 2011        | Center Parcs     |

#### Ardennen
Dit park te Vielsalm (België) werd in 1992 geopend. Het park is gebouwd op een heuvelflank. Het park kende 462 bungalows, waarvan een groot deel gebouwd rond 1992.
Na een verbouwing, werd Sunparks Ardennen op 22 december 2017 heropend als Center Parcs park.

#### De Haan aan zee

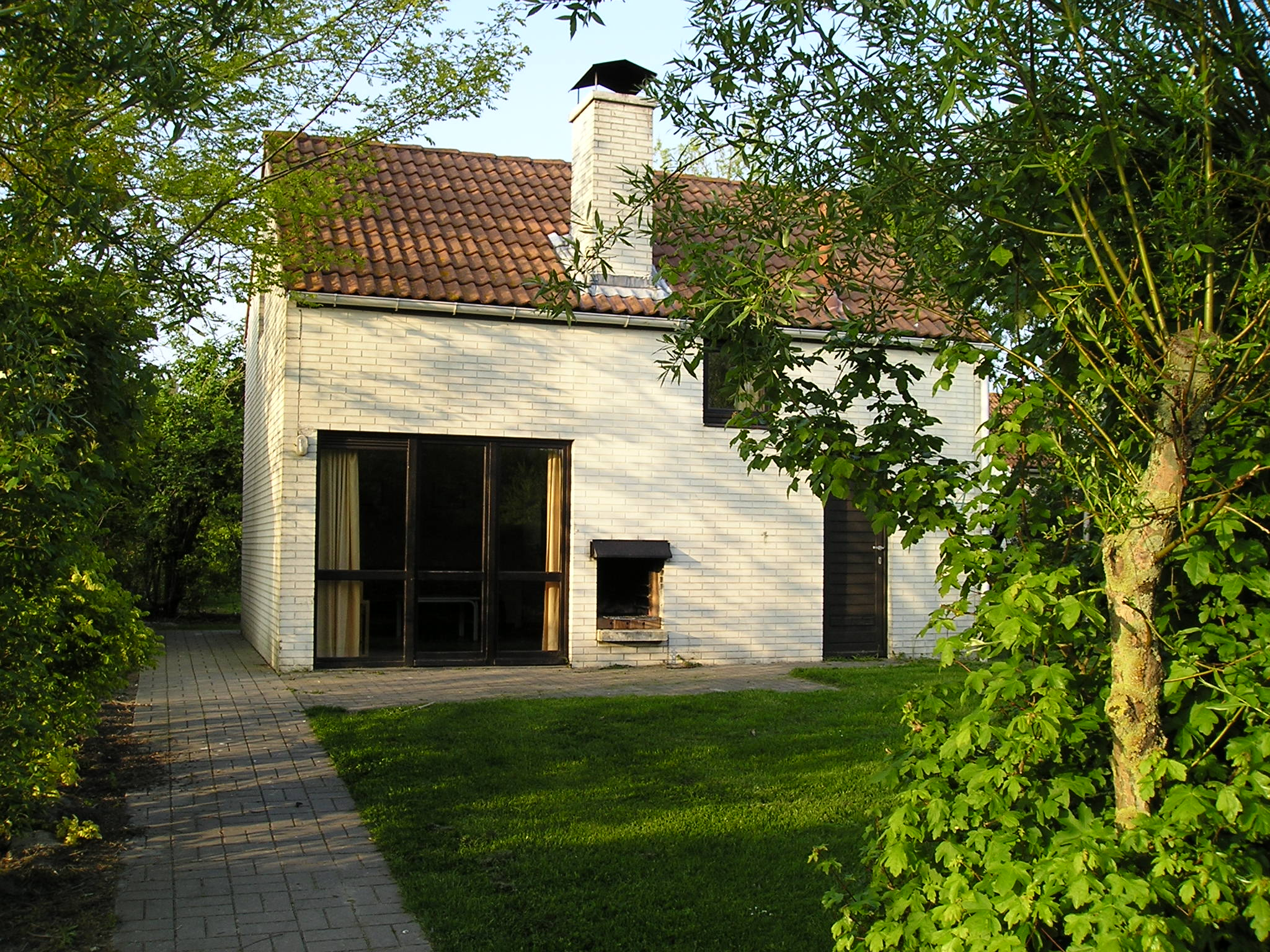
Huisje op Sunparks De Haan aan zee

Sunparks De Haan aan zee was het tweede oudste park van Sunparks en werd geopend in 1989. Het is gelegen net achter de duinen, op een 500-tal meter van de kust. Het bestond uit de standaard Sunparks-huisjes. Uniek vergeleken met de andere parken was dat centraal in het meer in 2007 62 'Lake Side Villas' werden opgetrokken in een ander type dan gebruikelijk is bij Sunparks.
Zoals alle Sunparks-parken bestond het uit een parkcentrum met centraal het zwemparadijs. Dit bestaat uit 2 glijbanen, een golfslagbad en een wildwaterbaan. De wildwaterbaan van De Haan lag er jarenlang ongebruikt bij, reeds enkele jaren na opening werd deze gesloten wegens veiligheidsvoorschriften. Uiteindelijk heropende ze eind 2013.
Op 1 mei 2020 werd De Haan aan zee geopend als een Center Parcs-park.

### Uitbreiding
In het voorjaar van 2008 raakte bekend dat het moederbedrijf Center Parcs voor het SunParks merk de inplanting van een vakantiepark nabij Bellewaerde bestudeert en daarover onderhandelt met de eigenaar van het Ieperse pretpark. Als het project zou doorgaan, krijgt SunParks er een vijfde park bij in België. De bouwperiode van zo'n park wordt typisch op vier jaar geschat. De groep bekijkt ook of SunParks parken in het buitenland gebouwd of uitgebaat kunnen worden, concreet in Duitsland en Nederland.